# Nagurus aegaeus
Nagurus aegaeus är en kräftdjursart som beskrevs av Helmut Schmalfuss 1977. Nagurus aegaeus ingår i släktet Nagurus och familjen Trachelipodidae. Inga underarter finns listade i Catalogue of Life.